# Arrunci Cels
Arrunci Cels (llatí: Arruntius Celsus) va ser un gramàtic llatí de la gens Arrúncia que va comentar el Formió de Terenci. Va viure a la segona meitat del segle iv i va ser citat per diversos gramàtics posteriors. Probablement era el mateix Arrunci Cels que va fer uns comentaris a Virgili.